# Edgar Lungu
Edgar Lungu   (Ndola, 11 de novembre de 1956 - Pretòria, 5 de juny de 2025) va ser un advocat i polític, President de Zàmbia de 2015 a 2021.

## Carrera política
Inicialment es va unir al Partit Unit per al Desenvolupament Nacional, però després va passar al capdavant del Front Patriòtic, fundat per Michael Sata.
Durant la presidència de Sata, Lungu va exercir com a Ministre de Relacions Exteriors, Defensa i Justícia. Després de la mort de Sata a l'octubre de 2014, Lungu va assumir la candidatura del partit per a les eleccions presidencials de gener de 2015. Va vèncer per escàs marge al candidat opositor Hakainde Hichilema.

## Presidència
Edgar Lungu va jurar el càrrec com a president de Zàmbia el 25 de gener de 2015 en l'Estadi dels Herois Nacionals de la capital, Lusaka. Aquest mandat va expirar l'any següent, al final de la legislatura iniciada sota la presidència de Sata.
Va ser reelegit per complir amb un mandat complet de cinc anys a l'agost de 2016, derrotant novament a Hichilema per un estret marge.
Lungu va contreure matrimoni amb Esther Lungu, són pares de 6 fills.
L'any 2021 no va poder renovar el càrrec, després de perdre les eleccions presidencials del 2021 davant l'anterior contrincant, Hakainde Hichilema.
Va morir a Pretòria, Sud-àfrica, on es trobava rebent un tractament mèdic especialitzat.